# نيشينوموتي (كاغوشيما)
مدينة نيشينوموتي (بالإنجليزية: Nishinoomote)‏ هي أحد المدن التابعة لمحافظة كاغوشيما. تأسست رسميًا في 01/10/1958. ويقدر عدد سكانها بـ 17666 نسمة حسب تقدير مكتب الإحصاء الياباني لعام 2012. تبلغ مساحة نيشينوموتي 205.75 كم2. بكثافة سكانية تبلغ 85.9 نسمة/كم2.

## توأمة
لنيشينوموتي (كاغوشيما) اتفاقيات توأمة مع كل من:
- فيلا دو بيسبو [الإنجليزية]‏
- ناغاهاما (8 أكتوبر 1987 - )